# Homesick Machinery
Homesick Machinery è il primo EP del gruppo musicale danese Vola, autoprodotto e pubblicato nel 2008.

## Tracce
Testi e musiche di Asger Mygind, eccetto dove indicato.
1. Like the Rainbow – 5:57 (musica: Vola)
2. The Avalanche – 5:16
3. Giants – 6:08 (musica: Vola)
4. Fragments – 3:31

## Formazione
Gruppo
- Asger Mygind – chitarra, voce
- Niels Dreijer – chitarra, voce
- Jeppe Bloch – basso
- Niklas Scherfig – batteria, programmazione
- Martin Werner – tastiera, programmazione

Produzione
- Anders Ruby – ingegneria del suono, registrazione, missaggio, mastering